# Like Drawing Blood
Like Drawing Blood è il secondo album in studio del cantante Gotye, pubblicato con l'etichetta indipendente Creative Vibes il 21 maggio 2006; è stato fortemente accolto dall'emittente radiofonica australiana Triple J nel maggio 2006 e nominato per un J Award, anche se non ha vinto.

## Critica
Like Drawing Blood è stato accolto molto bene dai fan e dai critici professionali. Andrew Drevev di The Age a detto dell'album «De Backer ha un coraggio sbalorditivo con convinzione e fascino... che non fa mai passi falsi, tirando fuori ogni stile musicale che tenta con disinvoltura e abilità, evidenza l'arrivo di un nuovo talento importante». Pitchfork ha descritto l'album come un «album pieno di dark pop, prodotto con un'aperta chiarezza che separa i numerosi suoni, situati in modo travolgente...Like Drawing Blood è un album accattivante». PopMatters ha dato all'album una recensione favorevole, affermando che «Like Drawing Blood utilizza uno stile straordinariamente omogenea, di alta qualità elettronica; umore facilmente stabilito».

## Apparizioni
- Hearts a Mess appare nella seconda stagione della serie televisiva Gossip Girl e nel film Il Grande Gatsby
- Learnalilgivinanlovin appare nei titoli del film del 2010, Going the Distance.

## Tracce
Tutti i brani sono scritti da Wally De Backer.
1. Like Drawing Blood -0:21
2. The Only Way -4:44
3. Hearts a Mess -6:05
4. Coming Back -6:00
5. Thanks for Your Time -4:20
6. Learnalilgivinanlovin -2:49
7. Puzzle with a Piece Missing -5:40
8. Seven Hours with a Backseat Driver -4:43
9. The Only Thing I Know(*) -7:03
10. Night Drive -5:11
11. Worn Out Blues -0:38

(*) Nella versione alternativa The Only Thing I Know viene inserita da una versione alternativa.

## Classifica
| Classifica (2006/2011) | Posizione massima |
| ---------------------- | ----------------- |
| Australia              | 13                |